# راجنا فيلهيلمين نيلسن
راجنا فيلهيلمين نيلسن (بالنرويجية البوكمول: Ragna Nielsen)‏ (17 يوليو 1845 - 29 سبتمبر 1924) عالمة تربية نرويجية، وناظرة مدرسة، ودعائية، ومُنظمة، وسياسية، ونسوية.

## حياتها الخاصة
وُلدت راجنا فيلهيلمين في كريستيانيا كابنة ليورغن أكسل نيكولاي أولمان وزوجته كاترين يوهان فريدريك فيلهيلماين دنكر، التي كانت عالمة تربية، ودعائية، وناقدة أدبية، ونسوية. تزوجت فيلهيلمين من لودفيج نيلسن في عام 1879، واستقرت مع زوجها في ترومسو. انفصل الزوجان في عام 1884، عندما عادت فيلهيلمين إلى كريستيانيا. كانت فيلهيلمين أخت السياسي فيجو أولمان.

## حياتها المهنية
عندما كانت طفلة، التحقت راجنا بمدرسة والدتها للبنات، ثم التحقت بمدرسة هاتفيج نيسين الخاصة بالبنات حتى عام 1860. من عام 1862، حصلت على وظيفةٍ في مدرسة نيسين، حيث عملت هناك كمعلمةٍ حتى عام 1879. وعملت كمعلمة في مدينة ترومسو حتى عام 1884. أسست مدرسة نيلسين اللاتينية الثانوية في كريستيانيا في عام 1885. التي بدأت كمدرسة للبنات، ولكن سرعان ما أصبحت مدرسة مشتركة للبنات والأولاد. كانت أول مديرة أنثى لمدرسة ثانوية في النرويج. ترأست الرابطة النرويجية لحقوق المرأة مرتين، من 1886 إلى 1888، ومن 1889 إلى 1895. أسست أو شاركت في تأسيس عدو منظمات، بما في ذلك رابطة حق المرأة بالتصويت في عام 1885، والرابطة النسائية النرويجية للتجارة في عام 1890، وجمعية السلام النرويجية في عام 1891، ومؤسسة الخير في المنازل في عام 1898. تم انتخابها كعضوةٍ في مجلس مدينة كريستيانيا من عام 1901 إلى عام 1904. شاركت في تأسيس منظمة رابطة الأهداف الوطنية في عام 1907، وترأست المنظمة من 1909 إلى 1910. كانت تعمل في حركة الروحانية وشاركت في تأسيس الجمعية النرويجية للبحوث النفسية في عام 1917.
شاركت فيلهيلمين في تأسيس مجلة نسائية تُسمى «المرأة النرويجية» في عام 1921. ومن بين كتبها، المرأة النرويجية في القرن التاسع عشر في عام 1904، ومن وقت المشاعر الصغيرة في عام 1907 (الذي نُشر تحت اسم مؤلفٍ مجهول)، وسيزيفوس والأحزاب السياسية في عام 1922.